# Not Now
Not Now är en singel från skivan Greatest Hits av Blink-182, utgiven 2005.

## Låtlista
1. "Not Now" 4:24
2. "Dammit" (single edit) 2:46
3. "I Miss You" (Live i Minneapolis) 3:58